# إليونور من إسكتلندا
إليونور من اسكتلندا (الإنجليزية:Eleanor of Scotland؛ الفرنسية:Éléonore d'Écosse؛ الألمانية:Eleonore von Schottland؛ 1433 - 20 نوفمبر 1480)؛ كانت أرشيدوقة النمسا من خلال زواجها من هابسبورغ سيغيسموند الثري، كانت مترجمة مشهورة، وأيضا حاكمة-الوصية على أملاك زوجها بين 1455-58 و1467.

## السيرة الذاتية
إليونور هي الطفل السادس والابنة الرابعة لوالديها جيمس الأول ملك اسكتلندا الذي يعتبر ثالث حكام اسكتلندا من أسرة ستيوارت، في حين والدتها جوان تعتبر ابنة جون بوفورت إيرل سومرست الأول الأخ الغير شقيق للملك هنري الرابع من إنجلترا.
كان والدها له شغفاً كبير للأدب والذي نقله إليها وإلى شقيقتها الكبرى مارغريت التي أصبحت الدوفينة من خلال زواجها من الأمير لويس الفرنسي، وبدءاً من 1455 انتقلت إليونورا إلى بلاط شارل السابع ملك فرنسا، وفي 1447 رافقت إليونور الملكة ماريا دي أنجو في رحلة حج إلى مونتي سان ميشيل.
ربما 1449/1448 أصبحت متزوجة من سيغيسموند الذي ينحدر من سلالة هابسبورغ، كان سيغيسموند آنذاك حاكم تيرول وكذلك على ممتلكات الأسرة المبعثرة في شوابيا والألزاس، في السابق كان مخطوب من ابنة الملك شارل، إلا أنها توفيت في 1444.
توفيت إليونورا من المخاض أثناء ولادة ابنها في 20 نوفمبر 1480، الذي توفي معها هو الأخر أيضا، لاحقاً في 1484 سيتخذ زوجها عروس ثانية كاثرينا من ساكسونيا، ومع ذلك يبقى هذا الزواج بلا أبناء، في 1490 سيتنازل زوجها عن السلطة لصالح ابن عمها ماكسيمليان، ويتوفى في 1496 ليدفن بجوارها وجوار والديه في دير اشتامس.